# John Kipngeno Rotich
John Kipngeno Rotich (* 3. März 1969) ist ein kenianischer Marathonläufer.
2002 wurde er mit seiner persönlichen Bestzeit von 2:12:05 h Vierter beim Prag-Marathon. Im Jahr darauf gewann er den Ruhrmarathon sowie den Wachau-Marathon und wurde Siebter beim Frankfurt-Marathon. 
Einem fünften Platz beim Köln-Marathon 2004 folgten Siege beim Mannheim-Marathon 2005 und beim Tiberias-Marathon 2006. 2007 wurde er Sechster in Tiberias.